# Trolleybus de Mariánské Lázně
Le trolleybus de Mariánské Lázně compte quatre lignes desservant la ville et station thermale de Mariánské Lázně en Tchéquie.

## Réseau actuel

### Aperçu général
| 03 | Kolonáda – Úšovice, Antoníčkův pramen | En semaine, et le samedi |
| 05 | Kolonáda – Panská pole                | En semaine, et le samedi |
| 06 | City service – Klimentov              | En semaine, et le samedi |
| 07 | Kolonáda – Úšovice, Antoníčkův pramen | Tous les jours           |

### Matériel roulant
| Photo | Modèle             | Quantité | Numéros de parc | Remarques                                           |
| ----- | ------------------ | -------- | --------------- | --------------------------------------------------- |
|       | Škoda 14Tr         | 2        | 47-48           | Acquis en 2011 du réseau Plzeň, servent de réserve. |
|       | Škoda 24Tr Irisbus | 51 à 57  | 7               | Acquis de 2004 à 2006                               |